# Tecophilaeaceae
Tecophilaeaceae is een botanische naam van een familie van eenzaadlobbige planten. Een familie onder deze naam wordt door slechts weinig systemen van plantentaxonomie erkend, maar wel door het APG-systeem (1998) en het APG II-systeem (2003).
Aldaar bestaat de familie uit zo'n twee dozijn soorten in een klein dozijn geslachten. Deze komen voor in Amerika en Afrika.